# 帕拉卡德
帕拉卡德（發音：[pɐːlɐkːɐːɖɨ̆] ⓘ）是印度喀拉拉邦帕拉卡德县的一个城镇。总人口130736（2001年）。

## 人口
该地2001年总人口130736人，其中男性64293人，女性66443人；0—6岁人口13763人，其中男7074人，女6689人；识字率80.80%，其中男性为83.84%，女性为77.86%。